# Église Saint-Georges de Veigy-Foncenex
L'église Saint-Georges de Veigy-Foncenex est une église catholique française, située dans le département de la Haute-Savoie, dans la commune de Veigy-Foncenex. L'église est placée sous le patronage de saint Georges.

## Situation
L'édifice se situe dans le village de Veigy, appartenant à la commune de Veigy-Foncenex, dans le département de la Haute-Savoie.

## Historique

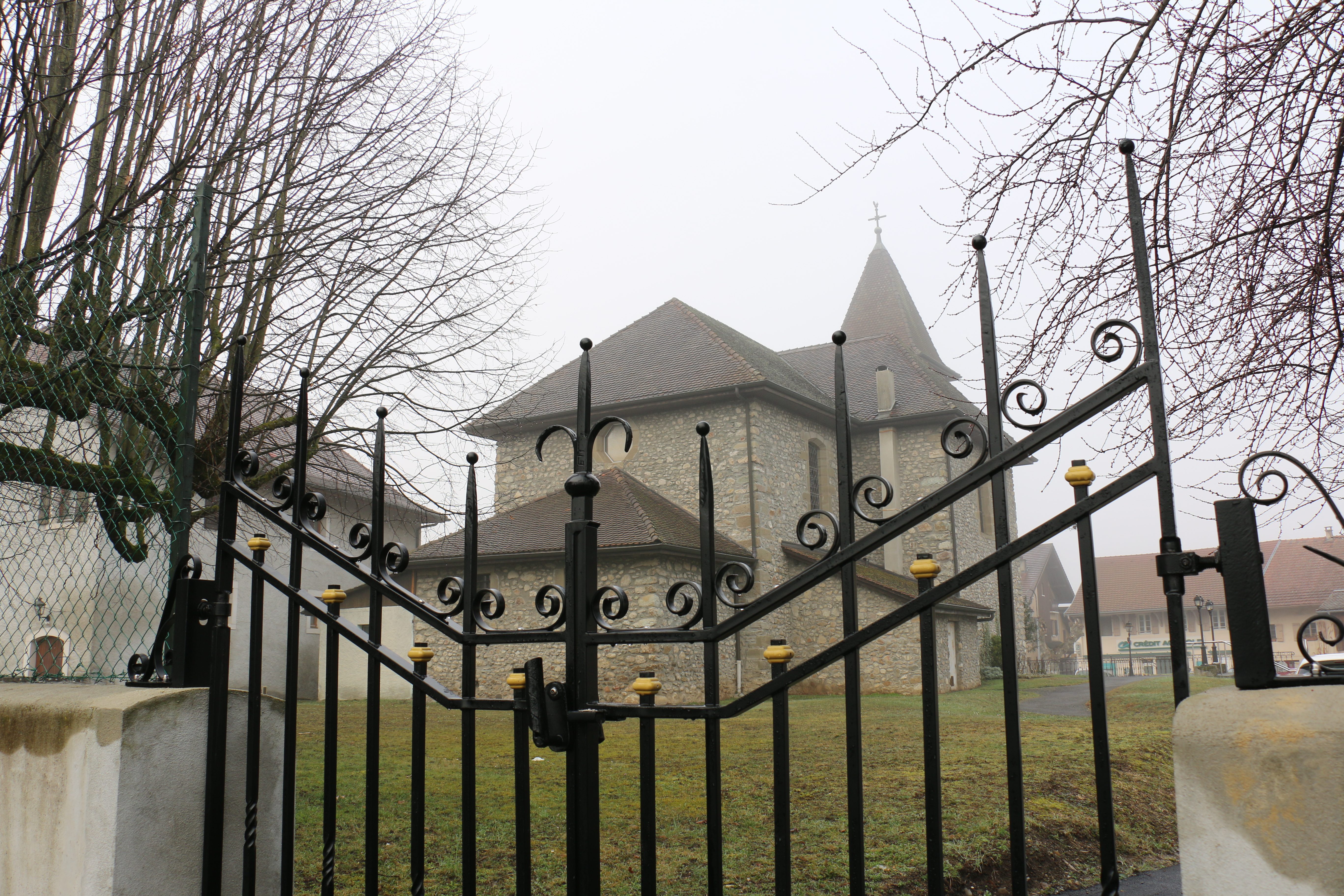
Église Saint-Georges de Veigy-Foncenex

L'église paroissiale est placée sous le patronage de saint Georges.
En 1795, les deux paroisses de Veigy et de Foncenex sont réunies. Cette dernière en mauvais état fut reconstruite entre 1717, pour l'extérieur, et 1729, pour l'intérieur, par des architectes originaires de la Valsesia, Jean Janolez, Jacques Much et Pierre Picque. 1729 étant la date que l'on retrouve sur le cartouche ovale du retable.

## Description
L'église a une forme cruciforme avec un clocher-porche.
L'intérieur comporte deux toiles, l'une de la « Résurrection » de 1729 et une seconde de « Saint Joseph et l'enfant Jésus ». Toutes deux ont été classées au titre des Monuments historiques le 5 mars 1973. Par ailleurs, la cloche de l'édifice, datant de 1689, avait déjà fait l'objet un classement en 1943, de même que le retable.

## Sources et références
1. 1 2 3  Henri Baud et Jean-Yves Mariotte, Histoire des communes savoyardes : Le Chablais, Éditions Horvath, 1980, 422 p. (ISBN 978-2-7171-0099-0), p. 337-342.
2. ↑  Notice no PM74000538, sur la plateforme ouverte du patrimoine, base Palissy, ministère français de la Culture.
3. ↑  Notice no PM74000537, sur la plateforme ouverte du patrimoine, base Palissy, ministère français de la Culture.
4. ↑  Notice no PM74000536, sur la plateforme ouverte du patrimoine, base Palissy, ministère français de la Culture.